# Vännestenssjön
Vännestenssjön är en sjö i Sjöbottens naturreservat i Vänersborgs kommun i Dalsland och ingår i Göta älvs huvudavrinningsområde.